# Marina BerBeryan
Marina BerBeryan (Erevan, 22 settembre 1980) è una stilista, giornalista e attrice statunitense, fondatrice e caporedattrice di una rivista di moda online..

## Biografia
Marina è nata a Erevan da madre ucraina e padre armeno. Si è trasferita a Hollywood all'età di dieci anni. Vive con suo marito e tre figli a Hollywood. Il suo volto assomiglia ad una bambola.

## Filmografia
- 2015: Beverly Hills Pawn
- 2013: Tia & Tamera
- 2011: RMs. Exoti-Lady World Pageant 2011